# Raúl Bentancor
Raúl Higino Bentancor Ferraro (Montevidéu, 11 de janeiro de 1930 — Montevidéu, 3 de maio de 2012) foi um futebolista e treinador uruguaio que atuava como meia-atacante. É o avô materno do também futebolista Alejandro Lembo.

## Carreira

### Jogador
Bentancor defendeu as cores do Danubio por uma década, entre 1947 e 1957, pelo qual disputou 280 partidas e com o qual foi vice-campeão uruguaio em 1954. Em 1958, transferiu-se ao Montevideo Wanderers.
Em 1959, mudou-se para o Brasil, onde vestiu a camisa do Sport por indicação do também uruguaio Walter Morel, que atuava no clube. Esteve presente nas conquistas do Campeonato Pernambucano de 1961 e 1962. É o oitavo maior artilheiro do clube, com 91 gols marcados com a camisa rubro-negra em 254 jogos. Bentancor atuou na equipe pernambucana até 1963, quando encerrou a carreira de futebolista.
Pela Seleção Uruguaia, foi pré-convocado para a Copa do Mundo de 1950 e jogou o Campeonato Sul-Americano de 1953.[carece de fontes?]

### Treinador
Foi treinador do Sport em 1964. Em 1965 no Treze . 1966 treinou o Central. Em 1967 treinou o Vitória da Conquista. Também comandou Danubio, Bella Vista, Montevideo Wanderers, Saprissa da Costa Rica e equipes de base da Seleção Uruguaia.
Dirigindo a seleção nacional Sub-20, conquistou os Campeonato Sul-americanos em 1977 e 1979, além de obter uma terceira colocação (1979) e quarta (1977) colocação no Mundial da categoria. Também comandou a seleção principal em 1977, em duas partidas das Eliminatórias da Copa do Mundo de 1978, contra Venezuela e Bolívia.

## Títulos

### Como jogador
Sport
- Campeonato Pernambucano: 1961 e 1962

### Como treinador
Seleção Uruguaia Sub-20
- Campeonato Sul-Americano Sub-20: 1977 e 1979